# 鍍金の世界
『鍍金の世界』（めっきのせかい）は、日本鍍金材料協同組合が発行する鍍金専門の月刊情報誌。
1968（昭和43）年2月創刊。通巻624号（2020年1月現在）

## 概要
「経営資料の提供」、「新技術の紹介」、「新しいめっき材料の紹介」を柱に、めっき業界の今を伝える。
2008年よりエッセイや短編小説を掲載。めっき業界人だけでなく、幅広い読者が楽しめる総合雑誌になっている。
編集は株式会社JTB コミュニケーションデザイン(旧・株式会社ICSコンベンションデザイン）（ＪＴＢグループ）が手がける。
2020年2月に創刊52周年を迎えた。